# Phaedrotoma baezodedicata
Phaedrotoma baezodedicata är en stekelart som först beskrevs av Fischer 2001.  Phaedrotoma baezodedicata ingår i släktet Phaedrotoma och familjen bracksteklar. Inga underarter finns listade i Catalogue of Life.